# Estación de Erenchun
La estación de Erenchun fue una de las paradas del ferrocarril Vasco-Navarro. Estaba situada en el concejo alavés de Erenchun, en la provincia de Álava.

## Descripción
La estación de Erenchun estaba orientada al norte y era un modesto edificio que carecía de un porche alrededor que sirviera de cobijo a los viajeros y viajeras. Para corregir esta situación, el acceso interior de la estación se hacía desde la esquina derecha que contaba con un pequeño tejado para proteger la entrada.
La planta baja contaba con un vestíbulo con baño, un almacén y el despacho del jefe de estación. También existía una vivienda formada por vestíbulo, cocina, tres dormitorios y baño situada en el único piso del edificio. Al pie de la estación había dos vías de circulación y un apartadero que conectaba con el muelle de carga.
Por esta estación pasaban trenes muy diversos: Los de pasajeros, los mixtos y los de mercancías con toda clase de género; por Erenchun pasaban bateas cargadas de arena procedentes de Laminoria, sobre todo en los últimos años. En otoño, en tiempo de campaña de remolacha también bajaban desde Tierra Estella vagones repletos de este tubérculo, que, por medio de un cargadero, se trasvasaban a vagones de Renfe en la estación de Olarizu.
En tiempos de la Guerra Civil, por la estación también pasarían tanto trenes cargados de tropas y armamento desde Estella a la zona de Landa donde se estaban produciendo duros enfrentamientos entre los dos bandos, como trenes llenos de prisioneros.
En el año 2020 comenzaron las labores de recuperación de la antigua estación del Vasco-Navarro. En 2024 la estación acabó su remodelación. 

## Jefa de estación
Durante cuarenta años la jefa de estación de Erenchun fue Eufemia Barrios Huidobro, natural de Cascajares de Bureba, provincia de Burgos. Esta mujer fue una de las primeras jefas de estación de España y permaneció en el cargo desde que se inauguró la línea Vitoria-Estella allá por el año 1927 hasta su jubilación en 1965, a la edad de 72 años. Dos años más tarde, el 31 de diciembre de 1967, se cerraba el ferrocarril Vasco-Navarro.